# Johann Hinrich Klapmeyer
Johann Hinrich Klapmeyer (né vers 1690 à Krempe, mort le 23 novembre 1757) est un facteur d'orgue.

## Biographie
Il apprend le métier auprès de son père Johann Werner (Jean) Klapmeyer, qui était compagnon d'Arp Schnitger et participe entre autres à la construction du nouvel orgue à Wittmund. Il acquiert en 1729 les droits civiques de Glückstadt où il est actif comme « fabricant d'orgue et d'instruments ». En 1735 il obtient la concession à vie de construction d'orgue pour la région du Schleswig-Holstein.
Son descendant du même nom, Johann Hinrich Klapmeyer  (1724-1792), peut-être un petit-fils, avait son siège à Oldenbourg (Basse-Saxe) et construisait et réparait des instruments dans les régions Orgellandschaft Oldenburg (de) et Orgellandschaft zwischen Elbe und Weser (de).

## Réalisations
| Année   | Lieu                       | Église                  | Image | Manuel | Registre | Remarques |
| ------- | -------------------------- | ----------------------- | ----- | ------ | -------- | --- |
| 1719–20 | Barmstedt                  | Église du Saint-Esprit  |       | III/P  | 31       | Création; restauré en 1990 par Alfred Führer (de).                                                                                           |
| 1724    | Bützfleth                  | Église Saint-Nicolas    |       | II/P   | 22       | Réparation de l'orgue de Johann Werner Klapmeyer (1703–05); seul le bâti est conservé                                                        |
| 1726    | Oederquart                 | Église Saint-Jean       |       | III/p  | 28       | Réparation de l'orgue de Arp Schnitger (1678–82)                                                                                             |
| 1727–30 | Altenbruch                 | Église Saint-Nicolas    |       | III/P  | 35       | Mise en œuvre et modification de l'orgue des 15e et 17e siècles, 9 registres de Klapmeyer entièrement ou partiellement conservés             |
| 1735    | Wyk auf Föhr               | Saint-Nicolas de Föhr   |       | I/P    | ?        | quelques registres conservés. |
| 1736–38 | Wesselburen                | Église Saint-Barthélémy |       | II/P   | 31       | Création; Buffet et quelques registres conservés; tuyauterie restante reconstruite par Rowan West.                                           |
| 1738    | Neuenkirchen (Land Hadeln) | Église Sainte-Marie     |       | II/P   | 18       | Petite modification de l'orgue de Christoph Donat (1695); modifications ultérieures. Orgue largement préservé, dont un registre de Klapmeyer |